# Тимуш, Андрей Иванович
Андрей Иванович Тимуш (18 октября 1921, село Моловата, Тираспольский уезд, Одесская губерния, Украинская ССР — 12 февраля 2018, Кишинёв, Молдавская ССР) — советский партийный деятель, молдавский учёный, экономист-социолог, доктор экономических наук, профессор, член-корреспондент Академии наук Молдавской ССР.

## Биография
Родился в 1921 году в крестьянской семье в селе Моловата (сегодня — Дубоссарский район Молдавии). Участвовал в Великой Отечественной войне. Воевал заместителем политрука 9-го отдельного сапёрного батальона в составе 9-й танковой дивизии. Сражался при обороне Москвы. В декабре 1941 года при взятии Калуги получил тяжёлое ранение. Демобилизовался в 1944 году и возвратился в Молдавию, где восстанавливал разрушенное народное хозяйство.
С 1944 по 1947 года — на комсомольской работе. С 1945 года член ВКП(б). В последующие годы: секретарь Оргеевского райкома партии (1947—1949), первый секретарь Теленештского райкома партии (1951—1952), первый секретарь ЦК ЛКСМ Молдавии (1952—1953). С 1953 года — на различных ответственных должностях на радиовещании, телевидения и органах печати. На IV съезде КП(б) Молдавии избран членом ЦК. В 1952—1954 годах — кандидат в члены Бюро ЦК Компартии Молдавии. В 1954 году окончил Высшую партийную школу при ЦК КПСС.
С 1967 года — ответственный секретарь, заместитель Главного редактора Молдавской советской энциклопедии, с 1971 года — заведующий сектором социологических исследований отдела философии и права Академии наук Молдавской ССР. В 1976 году инициировал создание Ассоциации социологов (позднее — Ассоциация социологов и демографов), президентом которой был до 1991 года.
В 1983—1987 годах — главный редактор Главной редакции Молдавской советской энциклопедии. С 1987 по 1991 года — заведующий секцией социологии Института философии, социологии и права Академии наук Молдавии.
Умер в феврале 2018 года.

## Научная деятельность
Автор около 400 научных работ, в том числе 26 монографий. Один из авторов «Энциклопедия виноградарства».
Основные сочинения
- Социальные процессы на селе. (Кишинёв, 1975)
- Научно-технический прогресс и социальное развитие села. (Кишинёв, 1977)
- Слушатели и читатели: мнения, интересы, стремления. (Кишинёв, 1978)
- Деревня в условиях интеграции. (Москва, 1979, в соавторстве)

## Награды
- Орден Республики
- Орден Славы 3 степени (06.11.1947)
- Орден Отечественной войны 1 степени (06.04.1986)
- Орден Трудового Красного Знамени
- Орден «Знак Почёта»
- Медаль «За победу над Германией в Великой Отечественной войне 1941—1945 гг.»
- Медаль «За доблестный труд в Великой Отечественной войне 1941—1945 гг.»
- Заслуженный деятель науки Молдавской ССР (1982)